# Иванцов, Николай Андреевич
Иванцов Николай Андреевич (1912—1945) — артиллерист, гвардии младший сержант, Герой Советского Союза.

## Биография
Родился в селе Нижняя Добринка 24 мая 1912 года в семье крестьянина. После окончания средней школы пошёл работать в колхоз. Весной 1936 года переехал в Туркменистан, работал там слесарем. В декабре 1941 года был призван в действующую армию. Участвовал в боях за Ленинград, Сталинград и Витебск.
Погиб в пригороде Будапешта Кёбане 14 января 1945 года.